# Tannay (Nièvre)
Tannay település Franciaországban, Nièvre megyében. Lakosainak száma 546 fő (2022. január 1.). Tannay Amazy, Talon, Saint-Didier, Flez-Cuzy, Lys, Metz-le-Comte és Saint-Germain-des-Bois községekkel határos.

## Népesség
A település népessége az elmúlt években az alábbi módon változott:
| Lakosok száma | 596  | 591  | 599  | 585  | 581  | 575  | 570  | 567  | 546  |
|               | 2013 | 2015 | 2016 | 2017 | 2018 | 2019 | 2020 | 2021 | 2022 |